# La Bolangera
La Bolangera és una dansa, probablement d'origen francès, ballada per molts esbarts dansaires de diversos indrets dels Països Catalans. El nom prové, segurament, de la paraula "boulangère", nom també d'una dansa en ball rodó que es ballava a França. Fins i tot el sentit de la lletra del text que es cantava amb el ball va mantenir el to de descripció d'aquest personatge de no gaire bona fama, que res té a veure amb la poètica "bolanguera" que descriu Mossèn Alcover. Va assolir gran difusió pel fet que era emprada com a "cap de ball" per a començar les festes de les places i previ acord amb els músics, podien formar-se parelles a l'atzar que calia mantenir durant tota la festa.